# Kupłonga
Kupłonga (ros. Куплонга) – wieś (dieriewnia) w Rosji, w Mari El, w rejonie kilemarskim. W 2010 liczyła 111 mieszkańców.